# Чемпионат мира по хоккею с мячом среди женщин 2026
Чемпионат мира по хоккею с мячом среди женщин 2026 — четырнадцатый женский чемпионат мира по хоккею с мячом. Турнир пройдёт с 12 по 18 января в городе Пори, Финляндия на открытом льду. Одновременно там же пройдёт чемпионат мира среди мужчин.